# 大谷めぐみ
大谷 めぐみ（おおたに めぐみ）は、日本の元レースクイーン、モデル、タレント。神奈川県出身。

## 出演
1996年 GAPS レースクイーン
1997年 童夢無限 ANABUKIレースクイーン
1997年 Kawasaki KAZEライダースレースクイーン
1998年 GT選手権イメージガール
1998年 K-1ガールズ
1998年 フジテレビ「SRS」
1998年 サッポロビール ドラフティキャンペーンガール
- 富士通テン「ECLIPSE」レースクイーン（1999年 - 2001年）

2000年 TOYOタイヤ イメージガール
2002年 avex trax cyber trance Queens
2002年-2004年 NHK紅白歌合戦アシスタント
2003年 フジテレビ27時間テレビ
2003年 - 2004年 avex group キャンペーンガール
TV朝日 ミッドナイトマーメイド レギュラーモデル
CXTV 奇跡体験アンビリバボー レギュラーアシスタ
ント
CXTV SMAP×SMAP エッグガール
CXTV めちゃめちゃイケてる
TBS オールスター感謝祭
DVD オスカープロモーション水着美女カタログ30 ver.11